# Silene oligophylla
Silene oligophylla är en nejlikväxtart som beskrevs av Melzh. Silene oligophylla ingår i släktet glimmar, och familjen nejlikväxter. Inga underarter finns listade i Catalogue of Life.